# Pink Panther and Pals
 Pink Panther and Pals is een tekenfilmreeks die gebaseerd is op de korte tekenfilms uit de jaren 60 en 70. De reeks ging in première op de zenders Cartoon Network en Boomerang. 

## Personages
Pink Pantherdit personage is grotendeels gebaseerd op het Pink Panther-personage van de klassieke cartoons, het karakter is wel sterk gemoderniseerd tegenover het vroegere personage. Zijn sluwe vijand is Big Nose maar desondanks overwint hij bijna altijd het kleine mannetje.
Big Nosedit kleine,witte mannetje is vaak de rivaal van de Pink Panther. Het (trouwe) hondje van Big Nose is zijn enige vriend (en soms ook slaaf).
Aardvarkdit slechtgehumeurde aardvarken is altijd uit op Ant, een mier die hij maar al te graag wil verorberen. Wat Aardvark ook maar probeert, hij krijgt Ant maar niet te pakken.
Antdeze knalrode mier woont onder de grond en heeft veel last met Aardvark.